# Francesco Donà

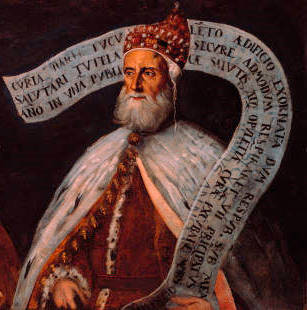
Francesco Donà, Detail eines Gemäldes von Domenico Tintoretto, angefertigt 1590, Sala del Maggior Consiglio, Dogenpalast

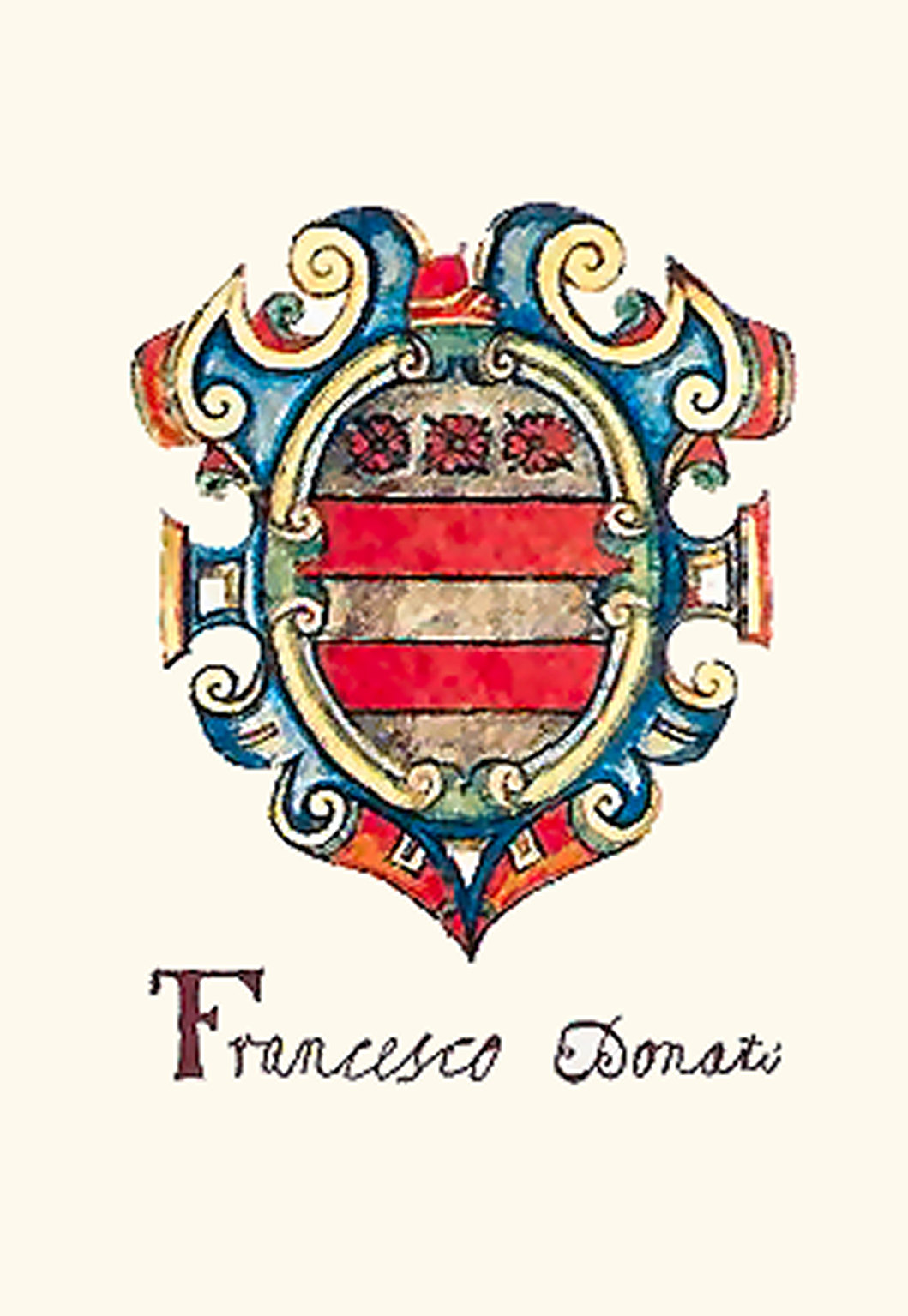
Wappen des „Francesco Donato“, 17. Jahrhundert

 Francesco Donà, auch Donato (* 1468 in Venedig; † 23. Mai 1553 ebenda), war von seiner Wahl am 24. November 1545 bis zu seinem Tod – wenn man der Zählweise der staatlich gesteuerten Geschichtsschreibung der Republik Venedig folgt – der 79. Doge.
Wie die meisten Dogen dieser Epoche kam Donà erst in hohem Alter in dieses Amt. Dementsprechend lang waren im Allgemeinen ihre Karrieren im sich immer mehr ausdifferenzierenden staatlichen Apparat Venedigs.
Francesco Donà erhielt bereits mit 18 die ersten Aufgaben, lehnte allerdings auch einige Male Wahlen, etwa zum Gesandten, ab. Dennoch hielt er sich 1504 am spanischen Hof auf, 1512 in Mailand, vor allem aber war er auf der Terraferma tätig, dem Herrschaftsgebiet Venedigs in Oberitalien. Neben anderen Posten füllte er dabei das Amt des Podestà aus, etwa in Rovigo, Udine oder Padua. Vor allem aber war er im Arsenal, der venezianischen Flottenbasis tätig und stieg in den Rat der Zehn auf, der zu dieser Zeit ein gewichtiges Machtzentrum darstellte. Schließlich war er einer der einflussreichsten Senatoren und auf Lebenszeit Prokurator von San Marco.
Seine Amtszeit als Doge war durch eine Politik der Neutralität gegenüber den Großmächten der Epoche, nämlich gegenüber Frankreich, dem Habsburger- und dem Osmanenreich gekennzeichnet. Innenpolitisch sorgte er für eine Fortsetzung der Städtebaupolitik seines Vorgängers. Er förderte ab 1547 die Bekämpfung der Reformation durch die Inquisition.

## Familie
Die Donà gehörten zu den angesehensten „neuen“ Familien. Zwischen dem 16. und dem 17. Jahrhundert stellte die Familie drei Dogen, außer Francesco waren diese Leonardo Donà und Nicolò Donà, außerdem acht Prokuratoren von San Marco und einen Kardinal.
Geboren wurde Francesco Donà in einem Haus am Rio Terrà in Cannaregio. Sein Vater war Alvise, Sohn des Doktors und Ritters Andrea, und zugleich Angehöriger des Familienzweigs „dalle Rose“, seine Mutter Camilla Lion di Marino di Andrea. Trotz des frühen Todes seines Vaters erhielt Francesco eine solide humanistische Ausbildung, wie sie inzwischen als unabdingbar galt, um sich im politischen Rahmen Venedigs bewähren zu können. Dabei kümmerte sich wahrscheinlich sein Onkel Antonio um den Jungen, auch wenn er, im Gegensatz zu seinem Cousin Girolamo, nicht den Doktortitel erlangte. So verkehrte er nicht nur in entsprechenden Kreisen und gewann dort Freunde, wie etwa Pietro Bembo, sondern er galt auch als eleganter Redner, wie die Quellen übereinstimmend berichten.
1494 heiratete er, wie Marco Barbaro berichtet, eine Tochter des Alvise Da Mula di Alessandro. Doch in den offiziellen Dokumenten findet sich darauf kein Hinweis. Sicher ist nur, dass er 1496 Maria Giustinian di Antonio di Nicolò heiratete, die ihm eine Tochter schenkte. Diese, getauft auf den Namen Vittoria wurde Nonne. Ihr zweites Kind, ein Sohn, erhielt den Namen Alvise. Dieser strebte jedoch keinerlei weltliche Karriere an, sondern strebte danach „cum tutto el spirito a salvare l'anima sua e fa vita da heremito“, also seine Seele zu retten und als Eremit zu leben. Dementsprechend erschien Alvise mit keinem Wort im väterlichen Testament. Stattdessen verteilte der Doge sein beträchtliches Erbe unter seine Enkel Domenico, Francesco und Piero; auch die drei Enkelinnen wurden, entsprechend der gewohnten Heiratspolitik, standesgemäß verehelicht.

## Leben

### Ämterlaufbahn (ab 1492)
In der zweiten Jahreshälfte 1492 wurde er bereits, kaum dass er die per Gesetz vorgegebene Altersgrenze erreicht hatte, zu einem der Savi agli Ordini gewählt, 1496 wurde er erneut in dieses Amt gewählt. Zwei Jahre später war er Auditor vecchio und weiterhin Savio agli Ordini zwischen Oktober 1500 und März 1501. In dieser Position setzte er effizient einen Vorschlag des Savio del Consiglio, des Dogenrats, Nicolò Trevisan um, eine Sonderabgabe von fünf Soldi pro campo zur Finanzierung des Krieges gegen die Osmanen einzuführen. Dieser Eifer sollte womöglich überdecken, dass der Podestà von Piove di Sacco ihn und einen seiner Brüder der Übergriffe und des Wuchers gegen Landleute bezichtigt hatte, wie Marin Sanudo berichtet („fá manzarie contra villani et usure“). Allerdings ist der Historiker und Tagebuchschreiber Marin Sanudo gegenüber Donà sehr reserviert, der ihm missfiel, weil er pro-französisch und anti-spanisch war, und weil er sich gegen den Papst stellte. Andererseits ist Sanudo die wichtigste Quelle zu Donà, zumindest bis 1536 – die Edition seiner Diarien, einer Art politisch-gesellschaftlicher Tagebücher, die die Zeit von 1496 bis 1533 umfassen, füllt 58 Bände.

#### Gesandter nach Spanien (1504): Portugiesen in Indien, Römisch-deutsches Reich und Frankreich
Donà lehnte es mehrfach ab, Gesandtschaftsreisen anzutreten, obwohl er im Senat in diese Positionen gewählt worden war. Dabei handelte es sich um entsprechende Reisen an die Höfe von Frankreich (23. Juni 1500), Portugal (11. April 1501), Ungarn (19. August 1501) und nochmals Paris (20. November 1501). Nachdem er nochmals das Amt des Auditor vecchio übernommen hatte, akzeptierte er am 18. März 1504 die Nominierung zu einer Legation nach Spanien, wo er nach einer Reise über Mailand und Savoyen am 15. Dezember 1504 ankam.
Sein Bericht (relazione), den Donà am 24. September 1506 nach seiner Rückkehr im Senat verlas, ist nicht erhalten geblieben. Wieder berichtet nur Sanudo. Nach ihm hatte Donà im Wesentlichen zwei Aufgaben, nämlich Erleichterungen für den venezianischen Gewürzhandel, der von den neuen Kontakten Portugals nach Calicut (Indien) bedroht wurde, zu erreichen. Außerdem sollte er die Risiken abstellen, die aus den (ersten beiden) Verträgen von Blois zwischen Ludwig XII. von Frankreich und dem Römisch-deutschen Reich womöglich erwachsen konnten. Zwar erreichte er die besagten Handelsvorteile, doch konnte er nicht verhindern, dass es am 10. November zum Abschluss eines Bündnisses mit Frankreich kam. Während König Ferdinand Venedig wohlgesonnen sei, so berichtet Sanudo, sei Königin Isabella „bruta e zota“. Maliziös flicht Sanudo ein, Donà habe weder über seine Ausgaben geredet, noch habe er sich für sein Versagen entschuldigt, er sei, dem Brauch gemäß, vom Dogen gelobt worden.

#### Podestà von Vicenza (1508–1509),Provveditore sopra i beni dei ribelli(1510–1512)
Noch am Hof Ferdinands wurde Donà, kaum in Neapel angekommen, am 6. April 1507 zum Orator, zum Redner bestimmt, doch eilte er ins Collegio und entschuldigte sich dafür, dass er die Wahl nicht annehmen könne, weil er sich um seine Privatangelegenheiten kümmern müsse. Zwar erhielt er für dieses Mal Dispens, doch am 23. Juli 1508 wurde er zum Podestà von Vicenza gewählt. So wurde er Rettore in Terraferma im Frühjahr 1509, während sich die Republik auf die Verbündeten von Cambrai vorbereitete. Im März war der Condottiere Bartolomeo d'Alviano (um 1455 – 1515) in Vicenza, der für die Verbesserung der Verteidigungsanlagen Sorge trug. Doch alle Vorbereitungen auf eine Belagerung, die die Rettori nach Kräften unterstützten, waren am Ende umsonst, nachdem Venedig am 14. Mai 1509 in der Schlacht bei Agnadello unterlegen war. Venedig verlor die Terraferma. Am 3. Juni wurden Donà und sein Amtskollege Gabriele Moro angewiesen, die Stadt an die Kaiserlichen zu übergeben. Am 6. Juni kehrten die beiden Männer nach Venedig zurück. Nun erhielt der militärisch wenig begabte Donà mehrere Monate lang keine Ämter mehr.
Dies änderte sich ab Oktober 1510, als er in die Zonta des Rates der Zehn berufen wurde, am 9. Oktober fiel ihm als Provveditore sopra i beni dei ribelli die Aufgabe zu, die Güter derjenigen zwangsweise zu versteigern, die sich auf die Seite der Gegner Venedigs geschlagen hatten. So verbrachte er den Sommer 1512 damit, die Besitztümer des „Rebellen“ Antonio Savorgnan zu inspizieren, auf den der Senat ein Kopfgeld ausgesetzt hatte, und der 1512 ermordet wurde.

#### Gesandter nach Mailand, Podestà von Rovigo (1517), Rat der Zehn (1518)
Nach Venedig zurückgekehrt, wurde er im Oktober 1512 zum Gesandten in Mailand ernannt, der den Medici zur Rückgewinnung ihrer Herrschaft gratulieren sollte. Im Mai 1513 wurde er wieder zum Avogador di Comun gewählt. Donà scheint sich eine Weile aus der Politik zurückgezogen zu haben, im Oktober 1513 gehörte er zu einer Gruppe von Adligen, die sich weigerten, die Verteidigung von Treviso und Padua zu finanzieren. Am 5. September 1514 entzog er sich erneut einem Amt, nämlich dem eines Consigliere auf der Insel Zypern, die zu Venedigs Kolonialreich gehörte. Er zog es vor, als Botschafter nach England zu gehen, doch auch hiervon ließ er sich dispensieren – wohl aus gesundheitlichen Gründen.
Erst nach dem Ende der Kampfhandlungen in Oberitalien nahm Donà wieder im Oktober 1515 einen Posten an, nämlich den eines Podestà von Rovigo. Allerdings trat er dieses Amt erst ein Jahr später an, nachdem er zwischen März und September 1516 als Savio di Terraferma tätig geworden war. An seinem Amtsort kümmerte er sich vor allem um die Wiederherstellung des durch den Krieg stark beschädigten Palazzo pretorio. 1517 übernahm er erneut das Amt eines Savio di Terraferma; in dieser Funktion reiste er nach Abano, um Herzog Alfonso d’Este zu ehren. Anfang Oktober 1518 gehörte er zu den Mitgliedern des Rates der Zehn.
Diese Zeit nutzte er aber auch, um sich persönlich weiterzuentwickeln. Gemeinsam mit dem Humanisten, Philologen und Kanonisten Giovan Battista Egnazio nahm er an einer Lesung über die Menschlichkeit teil, genauso wie am 2. November 1518 oder am 2. November 1524, als er der Eröffnung eines philosophischen Studiengangs in der Kirche San Bartolomeo beiwohnte, ebenso wie am 2. Februar 1526, als er bei einer Disputation des Sebastiano Foscarini intervenierte.

#### Statthalterschaft in Udine (1519–1521), Padua (1522)
Am 20. März 1519 entschied sich Donà, die Statthalterschaft in Udine zu übernehmen und auf die für ihn bereits vorgesehene Reise an den päpstlichen Hof zu verzichten. Im Friaul war er mit inneren Auseinandersetzungen beschäftigt, ließ aber auch die Befestigungswerke von Cividale und Monfalcone wiederherstellen. Am 12. April 1521 untermauerte er in seinem Bericht vor dem Senat, dass in seiner Amtszeit niemand ums Leben gekommen sei, um – so Sanudo – seine Gerechtigkeitsliebe und seinen Gewaltverzicht in den Mittelpunkt zu stellen.
Als einer der Inquisitori sopra il defunto doge Leonardo Loredan unterstützte er im Sommer 1521 nur sehr zurückhaltend die Initiative seines Kollegen Alvise Priuli, der die Verurteilung der Angehörigen zu einer hohen Geldstrafe erreichte, weil Loredan wegen Missachtung der Gesetze im Nachhinein verurteilt worden war. Wieder gelangte er in den Rat der Zehn, wurde im Juli 1522 Capitano von Padua. Dort war er mehrfach bei der Verleihung der Doktorwürden anwesend. Am 9. März gelang es ihm, die Reise an den Hof des neuen Papstes Clemens VII. zu vermeiden. Er zog es vor, als Provveditore dell'Arsenale zu fungieren, also für das Arsenal zuständig zu sein.

#### Im Kern der Macht: Rat der Zehn, Dogenrat, Prokurator von San Marco
In den folgenden Jahren saß er immer wieder im Rat der Zehn. Er vertrat als Consigliere ducale, als Dogenrat, das Sestiere Cannaregio in den Jahren 1525, 1528 und 1531, war Savio del Consiglio von September 1525 bis März 1526, dann von April bis Juni 1527, von März bis September 1529, dann wieder von Juni bis Dezember 1530, von Januar bis Juni 1532 und schließlich von März bis September 1533.
Deutlich erkennbar sind seine Hauptlinien der Außenpolitik. Darin suchte er die Freundschaft zu Frankreich, misstraute der spanischen Macht, verfolgte einen Kurs der Mäßigung und der Vorsicht im Umgang mit den Osmanen. Als Savio del Consiglio strebte er selbst während des Krieges von 1537 bis 1539 einen Friedensvertrag an. So unterstützte er die Annahme der Friedensbedingungen Sultan Süleymans I.
Am 27. Oktober 1532 wurde er zum Procuratore di S. Marco de ultra bestimmt, einem der wenigen auf Lebenszeit angelegten Posten mit höchstem Ansehen. 1531 bis 1532 hatte er das Amt des Provveditore sopra le Acque innegehabt, und er saß damit einer Magistratur vor, die vom Rat der Zehn temporär eingerichtet worden war. Damit verfügte er nicht nur über außergewöhnliche Vollmachten mit Blick auf die Lagune von Venedig, sondern auch auf das Territorium von Padua und Treviso.
Zur Zeit des Todes des Dogen Andrea Gritti Ende 1538 war Donà einer der einflussreichsten Senatoren. Er hätte sich vermutlich zum Dogen wählen lassen können, doch lenkte er seine Stimmen auf Pietro Lando – unter dem Gesichtspunkt, die Wahl angesichts der osmanischen Bedrohung nicht weiter verzögern zu wollen. Tatsächlich aber war er mit der Politik gegenüber Konstantinopel nicht einverstanden.

### Das Dogenamt

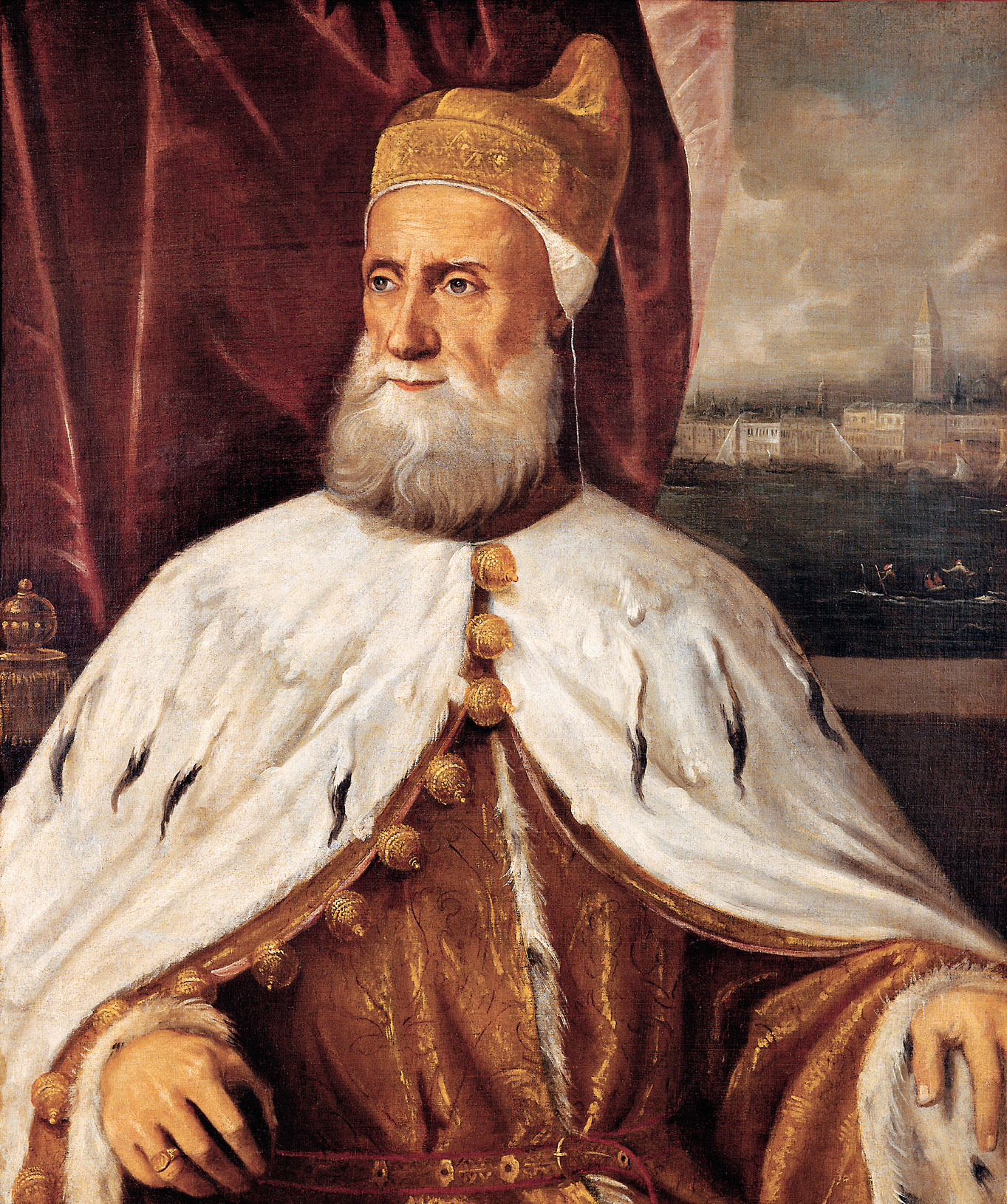
Palma Giovane zugeschrieben: Bildnis des Dogen, Öl auf Leinwand, 93,3 mal 75,0 cm, Schloss Ambras, Innsbruck

#### Außenpolitische Neutralität
Die Wahl Donàs zum Dogen, die am 24. November 1545 stattfand, wurde von Gebildeten und Reformbefürwortern als Beginn einer Epoche des Friedens und der gesellschaftlichen Entwicklung begrüßt, nachdem drei Dogen für unausgesetzte Kriege gestanden hatten. Tatsächlich erklärte sich Venedig für politisch neutral zwischen den Großmächten.
Aus Mangel an freiwilligen Mannschaften für die Galeeren setzte Venedig zum ersten Mal auch Sträflinge als Besatzung ein. Diese Galeeren wurden ausschließlich zum Kampf gegen die Piraten in der Adria eingesetzt.

#### Armenbildung, Verherrlichung der Stadt

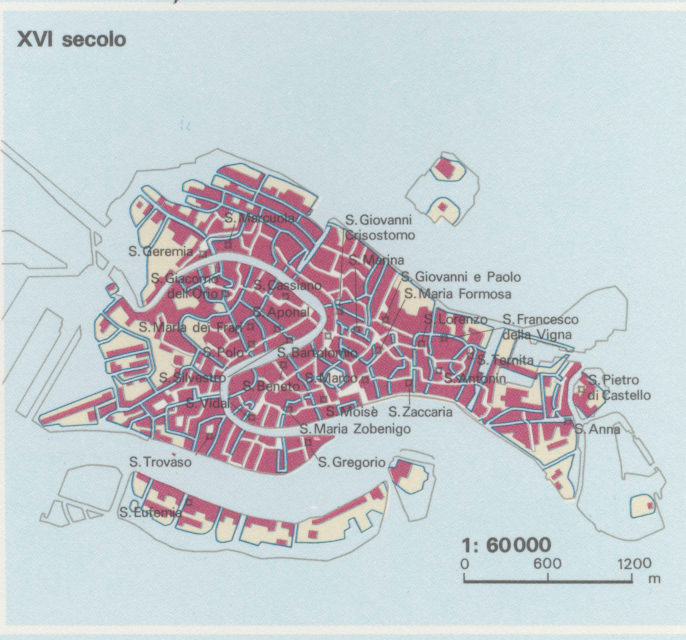
Karte Venedigs im 16. Jahrhundert

Mit Dekret vom 23. März 1551 entstanden die sogenannten Scuole dei sestieri, eine Art Grundschulen in allen sechs Stadtteilen, für deren Besuch die Schüler aus den wenig vermögenden Familien nichts bezahlen mussten. Dabei standen vor allem Grammatik und die lateinischen Autoren im Vordergrund. In einem Buch, das Giovita Rapicio 1551 dem Dogen widmete, und das den Titel trug De liberis publice ad humanitatem informandis kommt dies zum Ausdruck.
Die in Angriff genommene Reform der Architektur und des Städtebaus, bereits vom Dogen Gritti gefördert, diente der Verherrlichung der Stadt. So wurde der Ostflügel des Dogenpalasts vollendet, die Libreria Marciana erhöht, die Zecca fertiggestellt. Während seiner Herrschaftsjahre entstand die Sala del Consiglio dei Dieci, der Saal des Rates der Zehn im Dogenpalast. An dessen Ausstattung mit Gemälden war der junge Paolo Veronese beteiligt.

#### Inquisition (ab 1547), Vernichtung der Täufer (1551), Gegenreformation
Hingegen erfüllten sich nicht die Hoffnungen auf eine antikuriale Haltung, geschweige denn, auf eine arme und den Schriften folgende Kirche, die eine Reform der gesamten Gesellschaft verfolgt hätte. Im Gegenteil endete mit der Einrichtung eines Rates zur Bekämpfung der Häresie die kurze Periode relativer Toleranz gegenüber reformationsfreundlichen Gruppen bereits am 22. April 1547. Dabei fand man lutherische Druckwerke bereits ab 1520 auf dem bedeutendsten Buchmarkt Europas, in Venedig. Übersetzungen des Neuen Testaments durften ab 1530 mit Erlaubnis des Senats gedruckt werden; die Lehre fand zahlreiche Anhänger, auch unter den Patriziern.  Padua galt geradezu als Refugium der Protestanten, ähnlich Vicenza, aber auch in Verona, Brescia und anderen Städten, im Friaul und auf Istrien warben sie für ihre Konfession. 
1545 hatte sich Pier Paolo Vergerio, der Bischof von Capodistria an den Dogen Francesco Donà gewandt, er möge die Führung der Bewegung übernehmen. Die Savi sopra l'Eresia trafen nun beim Dogen auf einen Vertreter des Jurisdiktionalismus, der vor allem die nun als Häretiker geltenden Gruppen im Gebiet von Bergamo und Vicenza mit seiner rücksichtslosen Gesetzesdurchsetzung traf. Auch erwies sich dies in Donàs entschlossener Haltung im Streit um die Gesetzgebung des Bistums von Ceneda ebenso, wie 1550 in der Verteidigung des Patriarchen von Aquileia Giovanni Grimani, der seit 1546 der Häresie angeklagt war – er wurde 1563 auf dem Trienter Konzil freigesprochen; ein Sieg Venedigs. Die Festlegung des Rats der Zehn vom November 1550, dass bei Glaubensgerichten stets ein Staatsvertreter anwesend sein müsse, erscheint wie eine Antwort darauf, wurde jedenfalls in Rom so aufgefasst. Die gegen diese Festlegung gerichtete päpstliche Bulle aus dem Jahre 1551 blieb wirkungslos. Venedig fürchtete zu sehr wirtschaftliche Schäden, Unruhen, diplomatische Konflikte – und zugleich behütete es seine Rechte gegenüber dem Papst. Zu sehr sah man im Dogen noch immer eine religiöse Figur von zentraler Bedeutung. Die Tre Savi sopra l'eresia stellten dementsprechend eine Art weltlicher Gegenorganisation gegen die kirchliche Inquisition dar. Während man in Rom für öffentliche Hinrichtungen plädierte, tat man dies in der Lagune üblicherweise im Geheimen – wie etwa im Fall des Mailänder Humanisten Publio Francesco Spinola, der gegen den Willen des päpstlichen Vertreters unauffällig am 31. Januar 1567 hingerichtet wurde.
Bei diesem Verfahren blieb man besonders gegenüber den Täufern, deren Anhängerschaft zunächst schnell zunahm. Im September 1550 konnten sie in Venedig eine Versammlung einberufen, an der 63 Bischöfe zur Lösung theologischer Probleme teilnahmen. Der Papst schickte den Dominikaner Girolamo Muzzarelli nach Venedig, der den Rat der Zehn am 18. Dezember 1551 dazu bewegen konnte, nun doch brutal gegen die Täufer vorzugehen. Viele von ihnen flohen zu den Hutterern nach Böhmen, zahlreiche ihrer Führer wurden verschwiegen hingerichtet, wie etwa Giulio Gherlandi am 15. Oktober 1562, Antonio Rizzetto am 17. Februar 1565 oder Francesco della Sega am 26. Februar desselben Jahres. Aber Venedig war nicht mehr mächtig genug, um auf dem Gebiet der Gegenreformation eine eigene Rolle neben Spanien und dem Papsttum übernehmen zu können.

### Testament (1548), lange Krankheit, Tod und Beisetzung (1553)
Im Alter von 80 Jahren ließ der Doge sein Testament aufsetzen. Donà hinterließ ein beträchtliches Vermögen, das je zur Hälfte aus Immobilien und Landgütern im Paduaner und Trevisaner Gebiet umfasste. Ein Dokument belegt dabei den Erwerb erheblichen Grundes in Piove di Sacco. Haupterben wurden seine Enkel Domenico, Francesco und Piero, während der einzige Sohn, Alvise, leer ausging. Dieser wollte an den Lasten der Welt keinen Anteil mehr haben, sondern ein Leben in einer Eremitage zur Rettung seiner Seele führen.

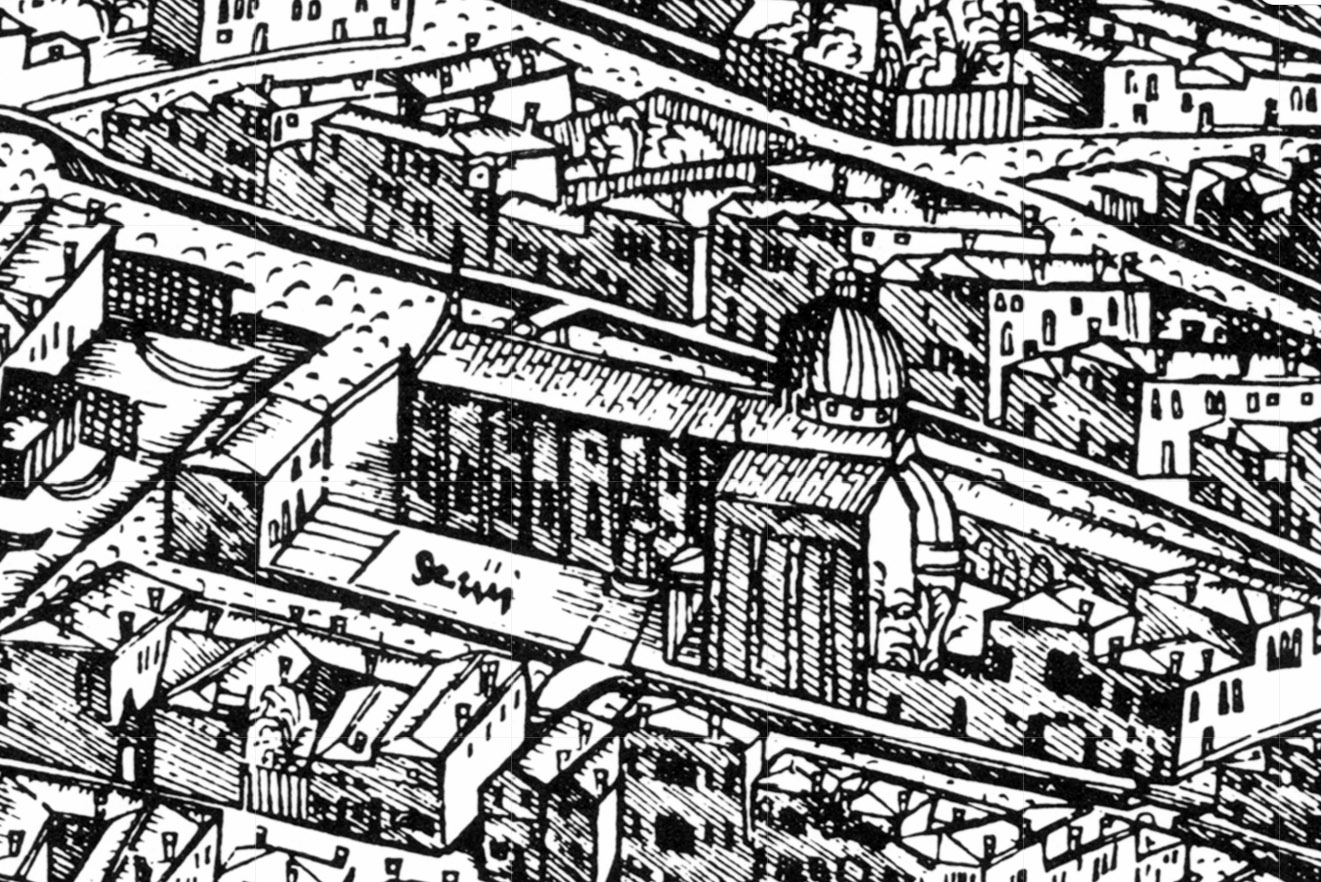
Die Kirche Santa Maria dei Servi im Plan des Jacopo de’ Barbari, um 1500

Im Jahr 1550 war Donà schon so krank, dass er seinen Verpflichtungen kaum noch nachkommen konnte. Doch der Rücktritt wurde ihm nicht gestattet. So starb er, seit Jahren krank, am 23. Mai 1553. Beigesetzt wurde er in der Kirche Santa Maria dei Servi, die allerdings 1816 abgerissen wurde. Seine Nachkommen verbrachten die sterblichen Überreste in ein ländliches Oratorium bei Treviso, genauer gesagt in Mareno di Piave.

## Grabmal und Bilder
Das Grabmal befand sich in der 1816 zerstörten Serviten-Kirche, in S. Maria dei Servi. Seine sterblichen Überreste wurden in eine Familienkapelle der Donà in Mareno di Piave (Provinz Treviso) überführt.
- Tintoretto: Der Doge betet vor dem Heiligen Markus, er wird  von der allegorischen Figur der Abundantia begleitet, die seine Amtszeit charakterisiert (Sala del Consiglio dei Dieci, Dogenpalast)
- David Teniers der Jüngere: Porträt Donàs, 1650er-Jahre, Öl auf Holz, 22 mal 16,8 cm, Museo del Prado